# Iglesia de San Estanislao Kostka (Chicago)
La iglesia Católica de San Estanislao Kostka es una iglesia ubicada en 1351 West Evergreen Avenue en el vecindario Pulaski Park de Chicago (Estados Unidos). Está designada como el Santuario de la Divina Misericordia de la arquidiócesis de Chicago. Es la "iglesia madre" de todas las iglesias polacas en la arquidiócesis de Chicago y está abierta las 24 horas, los 7 días de la semana, y alberga la Exposición del Santísimo Sacramento en todo momento, excepto durante la celebración de la misa. Es un excelente ejemplo del estilo de iglesias de la catedral polaca tanto en su opulencia como en su gran escala. Con la Basílica de San Jacinto, la iglesia de Santa María de los Ángeles y la iglesia de Santa Hedwig, es una de las muchas iglesias polacas monumentales visibles desde la autopista Kennedy que atraviesa Chicago.

## Historia
La Iglesia católica de San Estanislao Kostka fue fundada en 1867 como la primera parroquia polaca en Chicago. Debido a que la Congregación de la Resurrección ha administrado la parroquia desde 1869 y luego fundó muchas otras parroquias polacas en la ciudad, San Estanislao Kostka a menudo se denomina la "iglesia madre" de la comunidad polaca de Chicago. Antoni Smagorzewski-Schermann, el primer residente polaco permanente de Chicago, fue uno de los fundadores destacados de la iglesia y fue nombrado su primer presidente. Smagorzewski-Schermann también donó parte de su terreno para el sitio de la iglesia .
El edificio de la iglesia original sobrevivió al Gran Incendio de Chicago, pero fue demolido para construir la iglesia actual. El famoso arquitecto eclesiástico católico irlandés Patrick Charles Keely de Brooklyn construyó la iglesia actual que se encuentra en la esquina sureste de las calles Noble y Evergreen entre 1871 y 1881. A finales del siglo XIX era una de las parroquias más grandes de Estados Unidos, con más de 35 000 feligreses en 1908.
Junto con la Misión polaca de la Santísima Trinidad, San Estanislao Kostka era el centro del centro polaco de Chicago, lo que provocó que su vecindario fuera apodado anteriormente "Kostkaville". Gran parte de esto se debió al primer pastor de la iglesia , el reverendo Vincent Michael Barzynski, quien fue descrito como "uno de los mayores organizadores de inmigrantes polacos en Chicago y Estados Unidos". Barzynski fue responsable, de diversas maneras, de fundar 23 parroquias polacas en Chicago, seis escuelas primarias, dos escuelas secundarias, una universidad, orfanatos, periódicos, el Hospital Santa María de Nazaret y la sede nacional de la Unión Católica Romana Polaca de América.
Como nodo cultural para la comunidad polaca de Chicago, la iglesia ha recibido a funcionarios gubernamentales de Polonia y los Estados Unidos, incluidos el presidente Woodrow Wilson y Małgorzata Gosiewska.
La iglesia perdió uno de sus dos campanarios que "recordaban tanto a Cracovia o Łódź [,] por la caída de un rayo en 1970". La iglesia iba a ser demolida para construir la autopista Kennedy, pero el intenso esfuerzo de Chicago Polonia a fines de la década de 1950 resultó en cambiar el derecho de paso planificado hacia el este, lo que hizo innecesaria la demolición. La iglesia siguió siendo predominantemente polaca durante la mayor parte del siglo XX, pero desde la década de 1970 ha ganado un número significativo de feligreses latinos. Actualmente, las misas se celebran en inglés, polaco y español.

## Arquitectura
La iglesia se completó en 1881 y fue diseñada por Patrick Keely de Brooklyn, también arquitecto de la Catedral del Santo Nombre de Chicago. El estilo neorrenacentista del edificio recuerda los días de gloria de la Commonwealth polaco-lituana en el siglo XVI. Está construido de ladrillo amarillo con acentos de piedra caliza con medidas interiores de 61 m de longitud y 24 m de ancho, permitiendo asientos para 1500 asistentes. La pintura sobre el altar de Tadeusz Żukotyński representa a Nuestra Señora colocando al niño Jesús en los brazos de San Estanislao Kostka. Żukotyński, que llegó a Chicago en 1888, fue considerado uno de los pintores de temas religiosos más destacados de Europa. Otros tesoros artísticos de la iglesia son los vitrales de FX Zettler del Real Instituto Bávaro de Múnich y los candelabros de la nave de los estudios de Louis Comfort Tiffany. La cúpula sur fue destruida por un rayo en 1964 y la cúpula norte fue reconstruida con un perfil más simplificado en 2002.
Además de la iglesia, la planta física de dos bloques del complejo parroquial de San Estanislao Kostka contenía una gran sala de espectáculos, un convento y rectoría, un gimnasio y una escuela comercial de dos años para niñas, atendida por las Hermanas de la Escuela de Notre Dame.. En 1906, un incendio destruyó la escuela y el convento, así como un auditorio que estaba en construcción. Dos años más tarde, la escuela había sido reconstruida con 54 aulas y tres salas de reuniones, lo que la convirtió en la escuela primaria más grande de todos los Estados Unidos cuando abrió en 1908. El complejo también incluye un edificio escolar de estilo moderno de 1959 diseñado por Belli & Belli de Chicago.
St. Stanislaus Kostka es el futuro hogar del Santuario de la Divina Misericordia planificado. El santuario tendrá una capilla de adoración y un jardín de oración al aire libre rodeado por un muro de piedra para ayudar a definir el espacio como sagrado. Dentro del recinto no habrá liturgias ni oraciones vocales, ni individuales ni grupales. El espacio está estrictamente destinado a la meditación y la contemplación privadas. Diversa iconografía religiosa se encontrará en el Santuario de la Divina Misericordia. En el corazón de la capilla estará la Custodia Icónica de Nuestra Señora del Signo, que será el centro de la adoración eucarística de 24 horas. El nuevo santuario está diseñado por McCrery Architects de Washington D. C.
En septiembre de 2011, la parroquia inició una campaña de recaudación de fondos para completar las reparaciones necesarias. El trabajo corregirá deficiencias estructurales, reparará bancos, restaurará pinturas decorativas y vidrios, instalará pisos y mejorará los sistemas eléctricos y de sonido, y se completará en fases. Se espera que el presupuesto total cueste 4,4 millones de dólares.